# Ural-5323

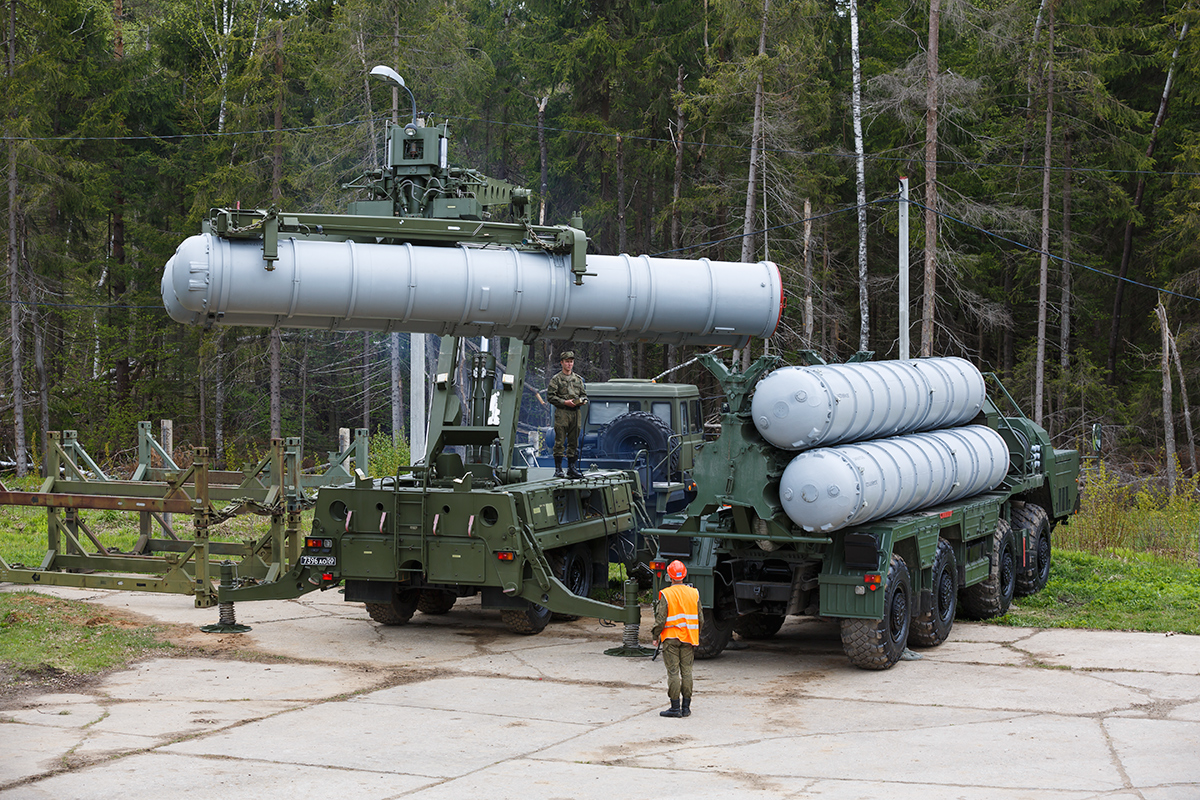
En version camion-grue pour le système S-300

Le Ural-5323 est un camion militaire russe produit par l'Ural Automotive Plant depuis 1989. Il est le successeur de l'Ural-4320 et est utilisé principalement pour le transport de troupes et de matériel, ainsi que pour la logistique et les missions spéciales.

## Description
Le Ural-5323 est équipé d'un moteur diesel KAMAZ 740.10 de 240 chevaux et dispose d'une capacité de traction et de transport remarquable. Ce véhicule est particulièrement adapté aux terrains difficiles grâce à son système de transmission robuste et sa suspension tout-terrain.
Il a été, entre autres, le véhicule porteur du système de défense aérienne Pantsir S-1, illustrant sa polyvalence dans des configurations de défense avancées. En plus de son utilisation par l'armée russe, il a été exporté et utilisé par d'autres pays à travers le monde.

## Caractéristiques
- Moteur : V8 diesel KAMAZ 740.10
- Cylindrée : 14,86 L
- Puissance : 240 ch (177 kW)
- Couple : 882 Nm
- Transmission : Manuelle à 8 vitesses
- Poids : 9 600 kg
- Vitesse maximale : 80 km/h
- Dimensions :

- Longueur : 7 550 mm
- Largeur : 2 600 mm
- Hauteur : 2 550 mm
- Empattement : 3 700 mm